# Autoritatea Turistică din Qatar
Autoritatea Turistică din Qatar (ATQ)(arabă  الهيئة العامة للسياحة, engleză  Qatar Tourism Authority), ramură a Guvernului din Qatar, este corpul principal responsabil pentru formularea și administrarea regulilor, reglementărilor și legilor legate de promovarea și dezvoltarea turismului în Qatar. Acest minister este responsabil de atracțiile turistice și facilitățile pentru vizitatori, având rolul de a extinde și a diversifica industria turismului din Qatar, precum și de a mări rolul turismului în produsul intern brut al țării, în creșterea și dezvoltarea sa viitoare. 
Munca Autorității Turistice din Qatar se ghidează după Strategia Sectorială Națională pentru Turism din Qatar 2030 (SSNTQ), publicată în februarie 2014, pentru a stabili un plan pentru dezvoltarea viitoare a industriei.

## Scutiri de viză
Cetățenii țărilor din Consiliul de Cooperare al Golfului Persic (Bahrein, Kuweit, Oman, Arabia Saudită și Emiratele Arabe Unite) nu au nevoie de viză pentru a intra în Qatar.

## Vize pentru vizitatori
Cetățenii celor 34 de țări enumerate mai jos nu au nevoie de formalități prealabile pentru acordarea vizei și pot obține o scutire de viză la sosirea în Qatar. Scutirea este valabilă 180 de zile de la data eliberării și acordă titularului dreptul de a petrece cel mult 90 de zile în Qatar, într-o singură călătorie sau mai multe.
| 1. Austria 2. Bahamas 3. Belgia 4. Bulgaria 5. Croația 6. Cipru 7. Republica Cehă 8. Danemarca 9. Estonia 10. Finlanda 11. Franța 12. Germania | 13. Grecia 14. Ungaria 15. Islanda 16. Italia 17. Letonia 18. Liechtenstein 19. Lituania 20. Luxembourg 21. Malaysia 22. Malta 23. Olanda 24. Norvegia | 25. Polonia 26. Portugalia 27. România 28. Seychelles 29. Slovacia 30. Slovenia 31. Spania 32. Suedia 33. Elveția 34. Turcia |

Cetățenii celor 46 de țări enumerate mai jos nu au nevoie de formalități prealabile pentru acordarea vizei și pot obține o scutire de viză la sosirea în Qatar. Scutirea va fi valabilă 30 de zile de la data eliberării și acordă titularului dreptul de a petrece cel mult 30 de zile în Qatar, într-o singură călătorie sau mai multe călătorii. Această scutire poate fi extinsă cu încă 30 de zile.
| 1. Andorra 2. Argentina 3. Australia 4. Azerbaidjan 5. Belarus 6. Bolivia 7. Brazilia 8. Brunei 9. Canada 10. Chile 11. China 12. Columbia 13. Costa Rica 14. Cuba 15. Ecuador 16. Georgia | 17. Guyana 18. Hong Kong 19. India 20. Indonezia 21. Irlanda 22. Japonia 23. Kazahstan 24. Liban 25. Macedonia 26. Maldive 27. Mexic 28. Moldova 29. Monaco 30. Noua Zeelandă 31. Panama 32. Paraguay | 33. Peru 34. Rusia 35. San Marino 36. Singapore 37. Africa de Sud 38. Coreea de Sud 39. Surinam 40. Thailanda 41. Ucraina 42. Regatul Unit 43. Statele Unite 44. Uruguay 45. Vatican 46. Venezuela |

## Viza turistică pentru Qatar
Vizitatorii din Qatar care călătoresc cu orice companie aeriană pot solicita online o viză turistică pentru Qatar. Pentru a depune o cerere, vizitatorii trebuie:
- Să completeze un formular online
- Să încarce documentele necesare (inclusiv scanări ale pașaportului și fotografii personale)
- Să ofere informații despre rezervările de zbor
- Să efectueze o plată online folosind un card de credit valid

Vizitatorii care călătoresc spre Qatar cu Qatar Airways pot depune o cerere de viză turistică pentru Qatar pentru un pasager și călătorii care îl însoțesc din aceeași rezervare.

## Viza de tranzit pentru Qatar
Pasagerii de orice naționalitate care tranzitează statul Qatar zburând cu Qatar Airways sunt eligibili pentru a solicita o viză de tranzit gratuită pentru 96 de ore. Totuși, există anumite condiții care se aplică, prin urmare vizele sunt eliberate numai la latitudinea Ministerului de Interne al statului Qatar. la latitudinea Ministerului de Interne al statului Qatar.

## Viza pentru vizitarea rezidenților GCC
Rezidenții țărilor din Consiliul de Cooperare al Golfului Persic (GCC) care dețin funcții în profesii aprobate și persoanele care îi însoțesc pot obține o viză pentru vizitarea rezidenților GCC la sosirea în Qatar. Această viză pentru o singură intrare, care poate fi obținută contra unei taxe de 100 QAR care se plătește cu cardul de credit, este valabilă 30 de zile și poate fi reînnoită pentru încă trei luni. Vizitatorilor care doresc să beneficieze de acest regim de vize li se poate cere să prezinte documente oficiale care le atestă profesia la intrarea în Qatar.